# Бжозувка-Коронна
Бжозувка-Коронна (пол. Brzozówka Koronna) — село в Польщі, у гміні Чарна-Білостоцька Білостоцького повіту Підляського воєводства.
Населення — 30 осіб (2011).
У 1975-1998 роках село належало до Білостоцького воєводства.

## Демографія
Демографічна структура станом на 31 березня 2011 року:
|          | Загалом | Допрацездатний вік | Працездатний вік | Постпрацездатний вік |
| -------- | ------- | ------------------ | ---------------- | -------------------- |
| Чоловіки | 19      | 1                  | 15               | 3                    |
| Жінки    | 11      | 1                  | 5                | 5                    |
| Разом    | 30      | 2                  | 20               | 8                    |